# 필립스 SAA1099
필립스 SAA1099 사운드 발생기는 1980년대 일부 장치에서 사용된 6음성 사운드 칩이다.
볼륨 엔벨로프 생성기를 주파수 생성기에 고정하여 여러 가지 다른 파형을 생성할 수 있으며 더 넓은 범위를 위해 주파수 생성기에 고정할 수 있는 3개의 사전 설정된 주파수가 있는 노이즈 생성기도 있다. 완전히 독립적인 스테레오로 오디오를 출력할 수 있다.